# Agnès Ponsati Obiols
Agnès Ponsati Obiols (Barcelona, 3 de juliol de 1963) és una filòloga catalana diplomada en Biblioteconomia i Documentació, que ha ocupat diversos càrrecs de responsabilitat al CSIC i a la BNE.

## Família
Agnès Ponsati és filla de Josep Maria Ponsatí i Capdevila i de Montserrat Obiols i Germà i neta del pintor Josep Obiols i Palau.
És germana de Clara Ponsatí, consellera d'Ensenyament de la Generalitat de Catalunya del govern de Carles Puigdemont, i neboda de Raimon Obiols, Roser Ponsati i Maria del Carme Ponsati. També és besneboda d'Àngel Obiols i de Nemesi Ponsati i cosina prima de Josep Maria Sala.

## Biografia
Agnès Ponsati és llicenciada en Filologia Hispànica i Diplomada en Biblioteconomia i Documentació per la Universitat de Barcelona. Entre 1987 i 1990 va treballar a la Biblioteca de la Universitat de Barcelona i, posteriorment, entre 1990 i 1993, es va responsabilitzar de l'automatització de les biblioteques i de la coordinació de les bibliografies a la delegació del CSIC a Catalunya. Entre 1993 i 2017 va ocupar el càrrec de directora de la Unitat de Recursos d'Informació Científica per a la Investigació del Consell Superior d'Investigacions Científiques. Ha publicat diversos articles i participat en diferents projectes nacionals i europeus sobre gestió i aplicació de les Tecnologies de la Informació a les biblioteques científiques. També ha estat membre del Consell Assessor de la Biblioteca de diferents editors científics, com Elsevier, Springer, Wiley, IOP o BRILL). L'agost del 2017 va deixar el seu càrrec al CSIC per a passar a ser la Directora de la Biblioteca Digital i Sistemes d'Informació de la Biblioteca Nacional d'Espanya. El 2017 també fou nomenada membre de la Junta Directiva de LIBER (Ligue des Bibliothèques Européennes de Recherche). El novembre de 2018 es reincorporà al CSIC, tornant a ocupar el càrrec de Directora de la URICI, después de 14 mesos a la BNE.